# جودی بوکر
جودی بوکر (انگلیسی: Judi Bowker؛ زادهٔ ۶ آوریل ۱۹۵۴) بازیگر اهل بریتانیا است. وی از سال ۱۹۷۲ میلادی تاکنون مشغول فعالیت بوده‌است.
از فیلم‌ها یا برنامه‌های تلویزیونی که وی در آن نقش داشته‌است، می‌توان به برادر خورشید، خواهر ماه، برخورد تایتان‌ها، و کنت دراکولا اشاره کرد.